# Serradilla
Serradilla – gmina w Hiszpanii, w prowincji Cáceres, w Estramadurze, o powierzchni 259,19 km². W 2011 roku gmina liczyła 1684 mieszkańców.